# Paul West (écrivain)
Pour les articles homonymes, voir Paul West et West.
Paul West, né le 23 février 1930 à Eckington (Derbyshire, Angleterre) et mort le 18 octobre 2015 à Ithaca (État de New York), est un écrivain britannique. Il est l'auteur d'œuvres aux thèmes variés, comportant des poèmes, des essais, de la critique et vingt-quatre romans.

## Biographie
Il est né à Eckington, dans le Derbyshire, dans une famille où les livres étaient sacrés. Il étudie à l'Université d'Oxford et à l'Université Columbia. Il est naturalisé américain en 1971.

## Œuvre

### Romans
- A Quality of Mercy, 1961
- Tenement of Clay, 1965 Publié en français sous le titre L'Obscur de notre jour, Paris, Gallimard, coll. Du monde entier, 1996,  (ISBN 2-07-073935-X)
- Alley Jaggers, 1966
- I'm Expecting to Live Quite Soon, 1970
- Caliban's Filibuster, 1971
- Bela Lugosi's White Christmas, 1972
- Colonel Mint, 1972
- Gala, 1976
- The Very Rich Hours of Count von Stauffenberg, 1980
- Rat Man of Paris, 1986 Publié en français sous le titre L'Homme au rat, Paris, Albin Michel, 1987,  (ISBN 2-226-03087-5)
- The Place in Flowers, Where Pollen Rests, 1988 Publié en français sous le titre Des poupées et des dieux, Paris, Gallimard, coll. Du monde entier, 2009,  (ISBN 978-2-07-074283-7)
- Lord Byron's Doctor, 1989 Publié en français sous le titre Le Médecin de Lord Byron, Paris, Rivages, coll. Littérature étrangère, 1990,  (ISBN 2-86930-388-2) ; réédition, Paris, Rivages, coll. Rivages/Poche no 50, 1991,  (ISBN 2-86930-486-2)
- The Women of Whitechapel and Jack the Ripper, 1991 Publié en français sous le titre Les Filles de Whitechapel et Jack l'Éventreur, Paris, Rivages, coll. Littérature étrangère, 1991,  (ISBN 2-86930-485-4)
- Love's Mansion, 1992 Publié en français sous le titre Le Palais de l'amour, Paris, Rivages, coll. Littérature étrangère, 1993,  (ISBN 2-86930-719-5)
- The Tent of Orange Mist, 1995 Publié en français sous le titre Le Pavillon des brumes orange, Paris, Gallimard, coll. Du monde entier, 1995,  (ISBN 2-07-073807-8)
- Sporting with Amaryllis, 1996 Publié en français sous le titre Amaryllis ma muse, Paris, Gallimard, coll. Du monde entier, 1999,  (ISBN 2-07-073866-3)
- Life With Swan, 1997
- Terrestrials, 1997
- OK: The Corral, the Earps and Doc Holliday, 2000 Publié en français sous le titre Doc Holliday, Paris, Gallimard, coll. Du monde entier, 2002,  (ISBN 2-07-076547-4)
- The Dry Danube: A Hitler Forgery, 2000
- A Fifth of November, 2001
- Cheops: A Cupboard for the Sun, 2002
- The Immensity of the Here and Now: A Novel of 9.11, 2003

### Nouvelles
- The Universe and Other Fictions, 1988

### Poésie
- Poems, 1952
- The Spellbound Horses, 1960
- The Snow Leopard, 1964
- Alphabet Poetry
- Tea with Osiris, 2006.

### Essais
- The Growth of the Novel, 1959
- Byron and the Spoiler's Art, 1960 – 2nd ed. 1992
- I, Said the Sparrow, 1963
- The Modern Novel, 1963
- Robert Penn Warren, 1964
- The Wine of Absurdity:  Essays in Literature and Consolation, 1966
- Words for a Deaf Daughter, 1969
- Out of My Depths:  A Swimmer in the Universe, 1983
- Sheer Fiction, 1987
- Portable People, 1990
- Sheer Fiction, vol. 2, 1991
- Sheer Fiction, vol. 3, 1994
- James Ensor, 1991 Publié en français sous le titre James Ensor & Paul West, Paris, Flohic, coll. Musées secrets, 1991,  (ISBN 2-908958-33-3)
- My Mother's Music, 1996
- A Stroke of Genius:  Illness and Self-Discovery, 1995 Publié en français sous le titre Un accident miraculeux, Paris, Gallimard, coll. Arcades no 55, 1997,  (ISBN 2-07-074407-8)
- The Secret Lives of Words, 2000
- Master Class, Scenes From A Fiction Workshop, 2001
- Oxford Days, 2002
- Sheer Fiction, vol. 4, 2004
- My Father's War, 2005
- The Shadow Factory, 2008

## Prix
- Lannan Prize pour Le Palais de l'amour